# Вимислув (гміна Борковіце)
Вимислув (пол. Wymysłów) — село в Польщі, у гміні Борковиці Пшисуського повіту Мазовецького воєводства.
Населення — 200 осіб (2011).
У 1975-1998 роках село належало до Радомського воєводства.

## Демографія
Демографічна структура станом на 31 березня 2011 року:
|          | Загалом | Допрацездатний вік | Працездатний вік | Постпрацездатний вік |
| -------- | ------- | ------------------ | ---------------- | -------------------- |
| Чоловіки | 109     | 29                 | 67               | 13                   |
| Жінки    | 91      | 20                 | 44               | 27                   |
| Разом    | 200     | 49                 | 111              | 40                   |